# 李廷揚 (嘉慶武進士)
李廷揚（1782年—1853年），山東膠州人。清朝將領。官至浙江寧波提督。

## 生平
嘉慶五年（1800年）第三十九名武舉人，嘉慶六年（1801年）會試聯捷第三十八名，殿試一甲第三名，賜武進士及第，授官二等侍衛。嘉慶十二年（1807年），出官四川達州營遊擊，歷四川提標左營遊擊、署四川馬邊營遊擊、署四川普安營參將、署四川越巂營參將。嘉慶十七年（1812年），任四川會川營參將。嘉慶二十一年（1816年），署四川城守營參將，同年署四川阜和協副將，不久實任。嘉慶二十三年（1818年），署四川建昌鎮總兵，嘉慶二十五年（1820年）署四川川北鎮總兵。同年，署四川綏寧協副將，調廣東高州鎮總兵。道光元年（1821年），署廣東陸路提督。道光十年（1830年），任直隸宣化鎮總兵。道光二十年（1840年），改浙江衢州鎮總兵。道光二十二年（1842年），署浙江寧波提督。

## 外部連結
- 李廷揚 （页面存档备份，存于） 中研院史語所